# グエルション・ヤブセレ
- ガーション・ヤブセレ

グエルション・ヤブセレ  (Guerschon Yabusele  ,  1995年12月17日 - )は、フランス・ウール＝エ＝ロワール県ドルー出身のバスケットボール選手。NBAのニューヨーク・ニックスに所属している。ポジションはパワーフォワード。

## 来歴

### フランス時代
2012年に当時2部リーグのコラール・ロアンヌ・バスケットのユースチームに入団し、翌2013年にプロデビュー。2シーズンプレーした後、2015年にLNB1部のルーアン・メトロポール・バスケットに移籍。1シーズンプレー後2016年のNBAドラフトにエントリーした。

### 上海シャークス
2016年6月23日に行われたNBAドラフトにて1巡目全体16位でボストン・セルティックスから指名されたが、NBAサマーリーグ参加後、セルティックスとは契約せず、元NBA選手の姚明が会長を務めるCBAの上海シャークスとの契約に合意。2016-17シーズンを平均20.9得点、9.4リバウンドの成績を記録し、CBAオールスターにも出場した。

### メイン・レッドクローズ
2017年3月29日にNBADリーグのメイン・レッドクローズと契約を結んだ。

### ボストン・セルティックス
7月20日にボストン・セルティックスと契約を結んだ。10月20日のフィラデルフィア・76ers戦でNBAデビューを果たして3得点、1リバウンドを記録し、チームは102-92で勝利した。
2019年7月10日にセルティックスから解雇された。

### 江蘇モンキーキング
8月17日にCBAの江蘇モンキーキングと契約を結んだ。

### アスヴェル・バスケット
2020年2月25日にLNBのアスヴェル・バスケットと契約を結んだ。

### レアル・マドリード・バロンセスト
2021年7月12日にリーガACBのレアル・マドリード・バロンセストと契約を結んだ。 
2022年1月9日にレアル・マドリードと延長契約を結んだ。

### フィラデルフィア・76ers
パリオリンピックでの活躍が評価され、2024年8月29日にフィラデルフィア・76ersとの契約に合意。5年ぶりのNBA復帰となった。11月10日のシャーロット・ホーネッツ戦で20得点、8リバウンドを記録し、チームは107-105で辛勝した。

### ニューヨーク・ニックス
2025年7月7日にニューヨーク・ニックスとの2年総額1,170万ドルの契約を結んだ。

## 個人成績

### NBA

#### レギュラーシーズン
| シーズン | チーム | GP  | GS | MPG  | FG%  | 3P%  | FT%  | RPG | APG | SPG | BPG | PPG  |
| -------- | ------ | --- | -- | ---- | ---- | ---- | ---- | --- | --- | --- | --- | ---- |
| 2017–18  | BOS    | 33  | 4  | 7.1  | .426 | .324 | .682 | 1.6 | .5  | .1  | .2  | 2.4  |
| 2018–19  | BOS    | 41  | 1  | 6.1  | .455 | .321 | .682 | 1.3 | .4  | .2  | .2  | 2.3  |
| 2024–25  | PHI    | 70  | 43 | 27.1 | .501 | .380 | .725 | 5.6 | 2.1 | .8  | .3  | 11.0 |
| 通算     | 通算   | 144 | 48 | 16.5 | .489 | .369 | .714 | 3.5 | 1.2 | .5  | .3  | 6.5  |

#### プレーオフ
| シーズン | チーム | GP | GS | MPG | FG%  | 3P%  | FT%  | RPG | APG | SPG | BPG | PPG |
| -------- | ------ | -- | -- | --- | ---- | ---- | ---- | --- | --- | --- | --- | --- |
| 2018     | BOS    | 12 | 0  | 4.0 | .111 | .000 | .400 | .9  | .3  | .2  | .0  | .3  |
| 2019     | BOS    | 4  | 0  | 3.5 | .500 | .000 | .571 | .5  | .3  | .0  | .3  | 2.0 |
| 通算     | 通算   | 16 | 0  | 3.9 | .231 | .000 | .500 | .8  | .3  | .1  | .1  | .8  |

### ユーロリーグ
| シーズン | チーム             | GP  | GS | MPG  | FG%  | 3P%  | FT%  | RPG | APG | SPG | BPG | PPG  | PIR  |
| -------- | ------------------ | --- | -- | ---- | ---- | ---- | ---- | --- | --- | --- | --- | ---- | ---- |
| 2019–20  | アスヴェル         | 2   | 1  | 23.0 | .429 | .400 | ---  | 3.5 | .0  | 2.5 | 1.0 | 8.0  | 6.5  |
| 2020–21  | アスヴェル         | 30  | 26 | 25.1 | .465 | .384 | .714 | 4.2 | 1.2 | .8  | .6  | 11.0 | 11.0 |
| 2021–22  | レアル・マドリード | 36  | 34 | 27.6 | .502 | .402 | .789 | 4.8 | 1.7 | 1.0 | .3  | 11.9 | 13.5 |
| 2022–23† | レアル・マドリード | 29  | 16 | 23.8 | .510 | .421 | .710 | 4.0 | 1.3 | .8  | .3  | 9.7  | 11.4 |
| 2023–24  | レアル・マドリード | 27  | 13 | 23.6 | .565 | .461 | .868 | 4.9 | 1.0 | .8  | .2  | 10.5 | 14.2 |
| 通算     | 通算               | 124 | 90 | 25.2 | .504 | .411 | .770 | 4.4 | 1.3 | .9  | .3  | 10.8 | 12.4 |